# Stubalpe
Stubalpe är ett berg i Österrike.   Det ligger i distriktet Murtal och förbundslandet Steiermark, i den östra delen av landet, 170 km sydväst om huvudstaden Wien. Toppen på Stubalpe är 1 318 meter över havet.
Terrängen runt Stubalpe är huvudsakligen kuperad, men västerut är den bergig. Närmaste större samhälle är Köflach, 14,3 km öster om Stubalpe. 
I omgivningarna runt Stubalpe växer i huvudsak blandskog. Runt Stubalpe är det ganska tätbefolkat, med 78 invånare per kvadratkilometer.